# مسرحية بيت برنارد البا
بيت برناردا ألبا (بالإسبانية: *La casa de Bernarda Alba*) هي مسرحية للكاتب الإسباني فيديريكو غارثيا لوركا. كثيراً ما تم تصنيفها مع مسرحيات *عرس الدم* و *يرما* ضمن "الثلاثية الريفية". رغم ذلك، لم يُدرج لوركا المسرحية في خطته لـ "ثلاثية الأرض الإسبانية"، التي ظلت غير مكتملة بسبب مقتله في سياق الحرب الأهلية الإسبانية.
وصف لوركا المسرحية في عنوانها الفرعي بأنها "دراما النساء في قرى إسبانيا". *بيت برناردا ألبا* كانت آخر مسرحية له، والتي أكملها في 19 يونيو 1936، أي قبل شهرين من اغتياله. عُرِضَت المسرحية لأول مرة في 8 مارس 1945 في مسرح في بوينس آيرس.
تدور أحداث المسرحية في منزل في الأندلس أثناء فترة حداد، حيث تمتلك برناردا ألبا (التي تبلغ من العمر 60 عامًا) السيطرة الكاملة على بناتها الخمس: أنغوستيا (39 عامًا)، ماجدالينا (30 عامًا)، أميليا (27 عامًا)، مارتيّو (24 عامًا)، و أديلا (20 عامًا). كما تعيش معهم الخادمة (بونثيا) ووالدة برناردا المسنّة (ماريا خوسيفا).
تستفيد المسرحية من استبعاد أي شخصية ذكرية من الأحداث، مما يعزز من التوتر الجنسي العالي الذي يسود المسرحية. شخصية بيبي "إل رومانو"، الذي هو محط إعجاب بنات برناردا وخطيب أنغوستيا، لا يظهر على خشبة المسرح أبدًا. تتناول المسرحية مواضيع القمع، والشغف، والتوافق مع الأعراف، كما تدرس تأثير الرجال على النساء في هذا السياق المغلق.

## ملخص المسرحية

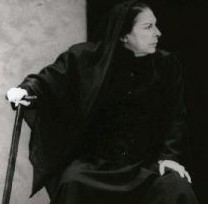
برناردا البا العجوز المسيطرة

بعد وفاة زوجها الثاني، تفرض برناردا ألبا، الأم القوية والمسيطرة، فترة حداد تمتد لثماني سنوات، تماشيًا مع تقاليد عائلتها. برناردا لديها خمس بنات تتراوح أعمارهن بين 20 و39 عامًا، وقد فرضت عليهن رقابة شديدة ومنعتهن من أي شكل من أشكال العلاقات. وتؤدي فترة الحداد هذه إلى عزلتهن بشكل أكبر، مما يزيد من التوتر داخل المنزل.
بعد مراسم الحداد في منزل العائلة، تدخل الابنة الكبرى أنغوستيا، التي كانت غائبة أثناء وجود الضيوف. تغضب برناردا، مُعتقدةً أنها كانت تستمع إلى حديث الرجال في الفناء. ورثت أنغوستيا مبلغًا كبيرًا من المال من زوج برناردا الأول، بينما ترك زوجها الثاني مبالغ صغيرة لبناته الأربع. يجذب ثراء أنغوستيا عريسًا شابًا وجذابًا من القرية، هو بيبي "إل رومانو". تشعر أخواتها بالغيرة، ويعتقدن أنه من غير العدل أن تحصل أنغوستيا، التي تعتبرها البعض عادية ومريضة، على الجزء الأكبر من الميراث وعلى حرية الزواج والهروب من المنزل الخانق الذي يعشن فيه.
بعد مراسم الحداد على والدهن، تدخل الابنة الصغرى، أديلا، وقد غمرتها مشاعر من الفرح والبهجة، فتتحدى أوامر والدتها وترتدي فستانًا أخضر بدلًا من الأسود التقليدي. تتبدد لحظات سعادتها القصيرة عندما تكتشف أن أنغوستيا ستتزوج من بيبي "إل رومانو". تنصحها بونسيا، خادمة برناردا، بالانتظار، مشيرةً إلى أن أنغوستيا قد تموت أثناء ولادتها الأولى. مضطربة، تهدد أديلا بالخروج إلى الشارع بفستانها الأخضر، لكن أخواتها ينجحن في إيقافها. فجأة، يرون بيبي قادمًا في الشارع. تتراجع أديلا بينما تسرع أخواتها لمشاهدته، حتى تلمحهن خادمة تشير إلى أنها قد تراه بشكل أفضل من نافذة غرفتها.
في هذا المشهد، تتصاعد التوترات داخل منزل برناردا ألبا. تكتشف برناردا أن ابنتها الكبرى، أنغوستيا، قد خالفت أوامرها بارتداء مستحضرات التجميل، مما يثير غضبها الشديد. تقوم برناردا بعنف بإزالة المكياج عن وجه أنغوستيا، مما يعكس سلطتها المطلقة ورغبتها في فرض تقاليد الحداد الصارمة على بناتها.
ثم تدخل باقي البنات، تليهن والدتهن المسنّة، ماريا خوسيفا، التي عادةً ما تكون محبوسة في غرفتها. تعلن ماريا خوسيفا عن رغبتها في الزواج، وتوجه تحذيرًا لبرناردا بأنها ستجعل قلوب بناتها تتحول إلى غبار إذا لم يُسمح لهن بالحرية. تُجبر برناردا والدتها على العودة إلى غرفتها، مما يبرز التوتر بين الأجيال والقيود المفروضة على النساء في المجتمع.
في هذا المشهد، تتكشف خيوط العلاقة السرية بين أديلا وبيبي "إل رومانو"، مما يزيد من تعقيد التوترات داخل الأسرة. تزداد أديلا تقلبًا، متحديةً والدتها ومتخاصمةً مع أخواتها، خاصةً مارتيّو، التي تكشف عن مشاعرها تجاه بيبي. تظهر أديلا أكبر قدر من الرعب عندما تسمع العائلة آخر الشائعات حول تعذيب أهل القرية لشابة أنجبت وقتلت طفلًا غير شرعي.
تُبرز هذه الأحداث التوترات المتصاعدة داخل الأسرة، حيث تتصارع الشخصيات مع رغباتهن المكبوتة والقيود الاجتماعية المفروضة عليهن. تُظهر أديلا رغبتها في التحرر من القيود، بينما تكشف مارتيّو عن مشاعرها تجاه بيبي، مما يزيد من تعقيد العلاقات بين الأخوات.
تُظهر هذه الأحداث التوترات المتصاعدة داخل الأسرة، حيث تتصارع الشخصيات مع رغباتهن المكبوتة والقيود الاجتماعية المفروضة عليهن. تُبرز أديلا رغبتها في التحرر من القيود، بينما تكشف مارتيّو عن مشاعرها تجاه بيبي، مما يزيد من تعقيد العلاقات بين الأخوات.
في هذا المشهد المأساوي من مسرحية "بيت برناردا ألبا"، تتصاعد التوترات بشكل دراماتيكي. تكتشف العائلة العلاقة السرية بين أديلا وبيبي "إل رومانو"، مما يؤدي إلى مواجهات حادة بين أفراد الأسرة. تسعى برناردا إلى مواجهة بيبي، حاملةً سلاحًا ناريًا، ويُسمع صوت إطلاق نار خارج المنزل. تعود برناردا ومارتيّو، ويُلمحان إلى أن بيبي قد قُتل. تفر أديلا إلى غرفة أخرى، وعندما لا تستجيب لنداءات والدتها، تقتحم برناردا وبونسيا الغرفة ليكتشفا أن أديلا قد أقدمت على الانتحار.
تُبرز هذه الأحداث الصراع الداخلي لأديلا ورغبتها في التحرر من القيود الاجتماعية المفروضة عليها. كما تُظهر برناردا تمسكها الصارم بالتقاليد والسمعة الاجتماعية، حتى في مواجهة المأساة. تُختتم المسرحية بتأكيد برناردا على أن أديلا قد ماتت عذراء، مُظهرةً بذلك إصرارها على الحفاظ على صورة العائلة في المجتمع.
في ختام مسرحية "بيت برناردا ألبا"، تظل برناردا متمسكةً بتقاليدها الصارمة، مُركزةً على سمعة العائلة. تصر على أن أديلا قد توفيت عذراء، وتطالب بأن يُعلن ذلك في جميع أنحاء البلدة، مُظهرةً بذلك إصرارها على الحفاظ على الشرف الاجتماعي. تمنع برناردا بناتها من البكاء، مُعززةً بذلك قسوتها وتسلطها على أفراد أسرتها.
تُبرز هذه النهاية التوترات المستمرة في المسرحية بين رغبات الأفراد وقيود المجتمع، وتُظهر كيف يمكن للتقاليد الصارمة أن تؤدي إلى مآسٍ شخصية.

### الاقتباسات
هذه بعض الاقتباسات المختلفة للعمل في المسرح، السينما، والتلفزيون:

#### الاقتباسات المسرحية
1. قدم المسرح المصري القومي مسرحية برناردا البا من اخراج فتوح نشاطي من بطولة أمينة رزق , سهير البابلي ,إحسان شريف , ملك الجمل , رجاء حسين , نادية السبع , سلوى محمود.
2. 1973: الاقتباس الإنجليزي من تأليف توم ستوبارد، عرض لأول مرة في مسرح جرينويتش، من إخراج روبن فيليبس.
3. 1979: *Birjis Qadar Ka Kunba* (عائلة بيرجيش قadar)، الاقتباس الهندي من تأليف راغوفير ساهاي.

2004.4: *Bnat Lalla Mennana* (بنات لالة منانة)، الاقتباس المغربي من تأليف فرقة مسرح تكوين. تم تحويله لاحقًا إلى مسلسل تلفزيوني في عام 2012.
5. **2012**: الاقتباس الذي قدمته إميلي مان في إطار إيراني، عرض في مسرح ألمايدا، من إخراج بيجان شيباني، وبطولة شهرة أقداشلو في دور برناردا.

2018.6: الاقتباس الأسترالي من تأليف باتريشيا كورنيليوس لشركة مسرح مدينة ملبورن، مع ميليتا يوريسيتش في دور برناديت (برناردا).
2023.7: الاقتباس الذي قدمته أليس بيرتش في المسرح الوطني الملكي، مع هارييت والتر في دور برناردا ألبا.

#### الاقتباسات السينمائية والتلفزيونية
1976.1: إنتاج تلفزيوني من بي بي سي بنفس العنوان باللغة الإنجليزية، من إخراج كلود واتهم، وبطولة ماري موريس في دور برناردا.
1987.2: الاقتباس السينمائي بنفس العنوان، من إخراج ماريو كاموس.
3. **1991**: فيلم تلفزيوني بنفس العنوان باللغة الإنجليزية، من إخراج نوريا إسبيرت، وبطولة غليندا جاكسون في دور برناردا.
1991.4: *Rukmavati ki Haveli* (قصر روكمفاتي)، فيلم هندي من إخراج غوفيند نيهلاني، يُقام في ولاية راجستان.